# Helmmarpissa
De grasmarpissa of helmmarpissa (Marpissa nivoyi) is een spinnensoort uit de familie springspinnen (Salticidae).
De wetenschappelijke naam Marpissa nivoyi werd in 1846 gepubliceerd door Hippolyte Lucas.